# Gadolinita
Gadolinita es el término con el que se designa a dos minerales del grupo de los silicatos, subgrupo nesosilicatos. De color oscuro, consiste principalmente en silicatos de cerio, lantano, neodimio, itrio, hierro y berilio.

## Descubrimiento
La gadolinita fue nombrada en 1800 por Johan Gadolin, el mineralogista-químico finlandés que en 1792 había aislado por primera vez un óxido de itrio, uno de los elementos de las tierras raras con el mineral. El gadolinio, una de las tierras raras, también fue nombrada por él. Sin embargo, la gadolinita no contiene más que trazas de gadolinio. Cuando Gadolin analizó este mineral, perdió la oportunidad de descubrir un segundo elemento: lo que él pensaba que era aluminio era de hecho un elemento que no sería oficialmente descubierto hasta 1798, berilio.

## Especies minerales
Cuando fue nombrada se les consideraba variedades del mismo mineral, pero la Asociación Mineralógica Internacional ha considerado que son distintos:
- Gadolinita-(Ce), de fórmula Ce2Fe2+Be2O2(SiO4)2: Siempre tiene cerio y suele tener como impurezas: lantano, escandio, disprosio y neodimio.
- Gadolinita-(Y), de fórmula Y2Fe2+Be2O2(SiO4)2: Siempre tiene itrio.

Este mineral recibió su nombre en 1800 en honor a Johan Gadolin, mineralogista y químico finés que aisló por primera vez un óxido de itrio a partir de este mineral en 1792. La tierra rara gadolinio recibió el nombre de la misma fuente. Sin embargo, a pesar de la semejanza del nombre, la gadolinita no contiene más que pequeñas trazas de gadolinio.

## Características
El color del mineral de gadolinita puede variar, de verde azulada, verde clara, parda y negra  cuando se altera.
La gadolinita tiene aspecto de  masas compactas, y cristales prismáticos de brillo graso. 

## Ambiente de formación
Es un mineral típico de las pegmatitas graníticas o sieníticas, por lo tanto formado a partir del material de una cámara magmática. También se encuentra en rocas metamórficas alpinas.

## Localización y extracción
Los cristales de mayor tamaño podemos encontrarlos en Noruega, aunque también existen importantes yacimientos en Suecia y Estados Unidos.
Es importante su extracción en minas, para la obtención de minerales como el itrio, torio y otras tierras raras. Además, también posee importancia científica y coleccionística.